# ایمن دمعی
ایمن دمعی (انگلیسی: Aïmen Demai؛ زادهٔ ۱۰ دسامبر ۱۹۸۲) بازیکن فوتبال اهل الجزایر-تونس است.
از باشگاه‌هایی که در آن بازی کرده‌است می‌توان به باشگاه فوتبال متس، باشگاه فوتبال آلمانیا آخن، باشگاه فوتبال زاربروکن و باشگاه فوتبال کایزرسلاوترن اشاره کرد.
وی همچنین در تیم‌های ملی فوتبال الجزایر و تونس بازی کرده‌است.